# Oedopeza maculatissima
Espèce
Oedopeza maculatissima est une espèce de coléoptères de la famille des Cerambycidae. Elle est décrite par Miguel A. Monné (d) et Ubirajara R. Martins (d) en 1976.